# ماريا فرانشيسكا فون تراب
ماريا فرانشيسكا فون تراب (بالإنجليزية: Maria Franziska von Trapp؛ بالألمانية: Maria Franziska von Trapp) هي مبشرة ومغنية أمريكية ونمساوية، ولدت في 28 سبتمبر 1914 في تسيل أم زيه في النمسا، وتوفيت في 18 فبراير 2014 في ستو في الولايات المتحدة بسبب مرض.

## وصلات خارجية
- ماريا فرانشيسكا فون تراب على موقع ميوزك برينز (الإنجليزية)